# Robert Bacher
Robert Fox Bacher (31 août 1905 – 18 novembre 2004) est un physicien américain et un des leaders du projet Manhattan.